# رناتا دروسلر
رناتا دروسلر (چکی: Renata Drössler؛ زادهٔ ۱۶ سپتامبر ۱۹۶۳) خواننده و بازیگر لهستانی‌تبار اهل چکسلواکی است. دروسلر به‌ویژه برای اجراهای صحنه‌ای خود در تئاتر دیوادلو پود پالموفکا شناخته می‌شود، که در اواخر دهه ۱۹۹۰ به آن پیوست. پیش از فعالیت در پالموفکا، او شش سال در تئاتر سمفور پراگ فعالیت داشت. دروسسلر به ۱۲ زبان مختلف آهنگ ضبط کرده است: چکی، لهستانی، روسی، آلمانی، ایتالیایی، فرانسوی، انگلیسی، لاتین، مجاری، اسپانیایی، عبری و ییدیش.
او متعلق به یک اقلیت لهستانی است که در کشور جمهوری چک زندگی می‌کنند.